# Aérospatiale Alouette II
O Alouette II é um helicóptero ligeiro, produzido, sob diversas versões, pelo construtor aeronáutico francês, SNCASE, que em 1957 deu origem à Sud Aviation, em 1970 à Aérospatiale, em 1992 à Eurocopter e que em 2000 passou a integrar a EADS.
Foi o primeiro helicóptero do mundo, motorizado com turbina a gás a ser certificado para voo.
As versões militares eram usadas essencialmente em aerofotogrametria, observação, salvamento marítimo, ligação e treino. Na parte civil era usado essencialmente no serviço de resgate e evacuação médica, principalmente em grande altitude, devido a grande potência do seu motor turboeixo.

## Desenvolvimento

### Origem
- 1947: Sud Est SE 3000, modelo de duplo rotor com seis lugares, desenvolvido do capturado Focke-Achgelis Fa 223 modelo Alemão do final da Segunda Gerra Mundial. Usava um motor Bramo Fafnir BMW 323 R2 de 14 cilindros em dupla fileira radial, arrefecido a ar que desenvolvia 1000 hp. A tripulação em número de dois acomodava-se numa cabina (cockpit) totalmente envidraçada, com os passageiros, até quatro logo atrás. Um pequeno e pouco poderoso gancho era montado e tanto podia ser utilizado em salvamentos como em transporte de cargas pequenas e leves.[3]
- 1947: Sud Ouest SO 1100 Ariel, o primeiro helicóptero da Sud Ouest, todo construído em metal, de dois lugares e dois rotores propulsionados por jactos, em pontas opostas.[3]
- Junho 1948: Sud Est SE 3101 / 3110 modelos experimentais para teste de um novo, rotor duplo com estabilizador antitorque.[3]
- 23 de Março 1949: Sud Ouest SO 1110 Ariel II, modelo com cauda modificada e motor de pistões com 190cv.[3]
- 1951: Sud Ouest SO 1120 Ariel III, o último "Ariel" impulsionado por uma turbina Turbomeca com 275cv.[3]
- 31 de Julho 1952: Sud Est SE 3120 Alouette, protótipo do Alouette II, apenas uma unidade construída. Bateu o recorde do mundo em circuito fechado ao manter-se em voo durante 13 horas e 56 minutos.[3]
- 2 de Janeiro 1953: Sud-Ouest SO 1220, protótipo do "Djinn", primeiro voo.[3]
- 16 de Dezembro 1953: Sud Ouest SO 1221 Djinn, desenvolvimento dos modelos "Ariel", foi um dos sucessos da indústria aeronáutica Francesa, com 178 unidades vendidas para 10 países.[3]
- 12 de Março 1955: Sud-Est SE 3130 Alouette II, primeiro helicóptero no mundo movido por uma turbina a entrar em produção.[3]

Em 31 de Janeiro de 1961 voou o protótipo SA-3180-01 (ex SE 3130 n°2), tinha uma nova turbina Turbomeca Astazou II de 530cv que substituiu o propulsor inicial, dando origem à última versão SA-318C, construída em números consideráveis, aumentou o total de aeronaves produzidas para 1 303.
O segundo protótipo SA-3180-02, que voou pela primeira vez em 24 de janeiro de 1966 serviu de plataforma de ensaio para um novo rotor. Elaborado com o apoio do construtor Alemão Bolkow, este rotor tinha as pás simplificadas em resina estratificada e embraiagens de ligação reforçadas e a sua principal inovação, a utilização de apenas 70 peças de reduzida lubrificação, em lugar das 377 do rotor original, veio a ser mais tarde utilizado no SA 340 Gazelle.
O SA-318C teve o seu certificado de voo atribuído em frança no final de 1964 e uns meses mais tarde nos Estados Unidos, terminou a sua produção em 1975 e é um dos helicópteros com maior longevidade em todo o mundo.

### Especificações
|                                       | SA 313        | SA 318      |
| ------------------------------------- | ------------- | ----------- |
| Diâmetro rotor principal              | 10,20 m       | 10,20 m     |
| Comprimento                           | 9,70 m        | 9,75 m      |
| Largura                               | 2,08 m        | 2,30 m      |
| Altura                                | 2,75 m        | 2,75 m      |
| Peso max. descolagem                  | 1600 kg       | 1650 kg     |
| Velocidade máxima                     | 185Km/h       | 205Km/h     |
| Velocidade cruzeiro                   | 165Km/h       | 170Km/h     |
| Tecto voo estacionário c/ efeito solo | 1680m         | 1800m       |
| Tecto voo estacionário s/ efeito solo | 1100m         | 1200m       |
| Tecto máx. prático                    | 3000m         | 3200m       |
| Combustível (596 litros)              | JP-1          | JP-1        |
| Autonomia ao nível do mar             | 4 horas       | 5 horas     |
| Autonomia à altitude óptima           | 4h30m         | 6 horas     |
| Alcance ao nível do mar               | 540Km         | 720Km       |
| máx. Alcance altitude máx.            | 630Km         | 870Km       |
| Motor - TURBOMECA                     | Artouste IIC6 | Astazou IIA |
| Potência máx                          | 530cv         | 530cv       |
| Potência em contínuo                  | 360cv         | 480cv       |

## Operação em Portugal
O Alouette II foi o segundo modelo de helicóptero ao serviço da Força Aérea Portuguesa, a seguir ao único Sikorsky UH-19 operado desde 1954. Foram recebidas sete unidades em 1957, começando a ser operadas no ano seguinte, uma das quais seria destruída por acidente.
Com o início da Guerra do Ultramar, os seis helicópteros remanescentes foram enviados para Angola, de onde operaram a partir das bases aéreas do Negaje e de Luanda. Foram utilizados sobretudo para evacuações sanitárias e para ligações. A partir de abril de 1963, começaram a ser substituídos em Angola pelos recém adquiridos Alouette III, sendo enviados para a Guiné Portuguesa onde se tinha aberto uma nova frente. Também neste teatro de operações começaram a ser substiuídos por Alouette III, sendo quatro transportados num DC-6 para a nova frente de Moçambique em 1966. Foram finalmente completamente substituídos operacionalmente pelos Alouette III e pelos Puma, sendo todas as unidades colocadas na Base Aérea de Tancos na função de instrução, onde serviram até 1976.
Em 1984, Portugal voltou a receber um segundo lote de Alouette II (11 unidades) provenientes do Exército Alemão, dos quais apenas quatro foram colocados ao serviço na Guarda Nacional Republicana.

## Versões
- SE-3120 Alouette: protótipo inicial equipado com motor de pistões Salmson 9NH de 200 CV, com o seu primeiro voo em 31 de julho de 1951;
- SE-3130 Alouette II: modelo baseado no SE-3120 mas motorizado com uma turbina Turbomeca Artouste IIC ou IIC6;
- SA-313 Alouette II: designação, a partir de 1968, dos SE-3130 com turbina Artouste IIC;
- SA-313B Alouette II: designação, a partir de 1968, dos SE-3130 com turbina Altouste IIC6;
- Hkp 2 Alouette II: versão do SE-3130 produzida na Suécia pela Saab;
- SE-3131 Governeur: protótipo de uma versão de transporte VIP do SE-3130, com a fuselagem totalmente carenada;
- SE-3140 Alouette II: protótipo equipado com uma turbina livre Turbomeca Turmo II de 400 CV;
- SE-3150 Alouette Astazou: protótipos remotorizados com uma turbina Turbomeca Astazou IIA, caixa de transmissões do Alouette III, um rotor principal de 11 m e um rotor de cauda de três pás. Deram origem ao SA-315 Lama;
- SE-3180 Alouette II: evolução do SE-3130, com uma turbina Astazou IIA ou IIA2 com um consumo específico inferior e uma embraiagem centrífuga;
- SA-318B Alouette II: designação, a partir de 1968, dos SE-3180 com turbina Astazou IIA;
- SA-318C Alouette II: designação, a partir de 1968, dos SE-3180 com turbina Astazou IIA2;
- SA-315B Lama: evolução do SE-3150, optimizado para operações a muito grande altitude, com uma turbina Turbomeca Astazou IIIB com 550 CV
- HAL Cheetah: versão do SA-315 Lama construída sob licença na Índia;
- HAL Lancer: modernização do HAL Cheetah;
- HB-315B Gavião: versão do SA-315B, fabricada sob licença no Brasil pela Helibrás.

## Utilizadores

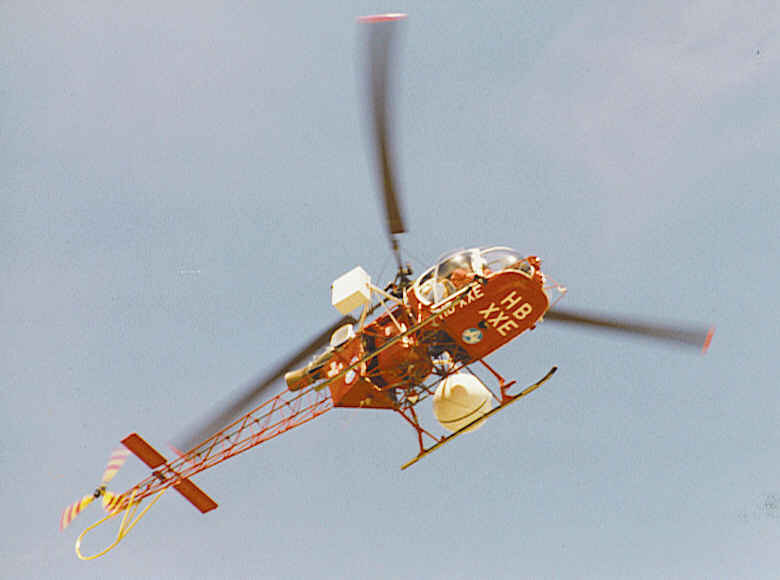
SA-315B Lama de um operador civil suíço.

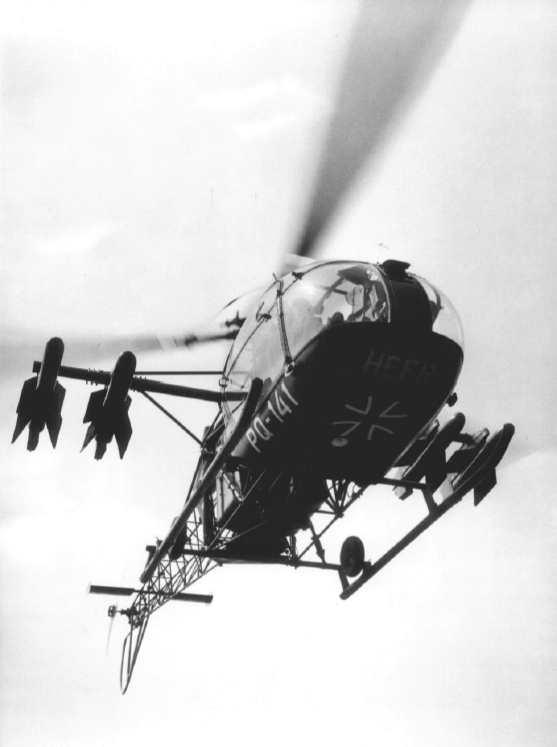
Alouette II do Exército Alemão, equipado com mísseis anticarro SS10.

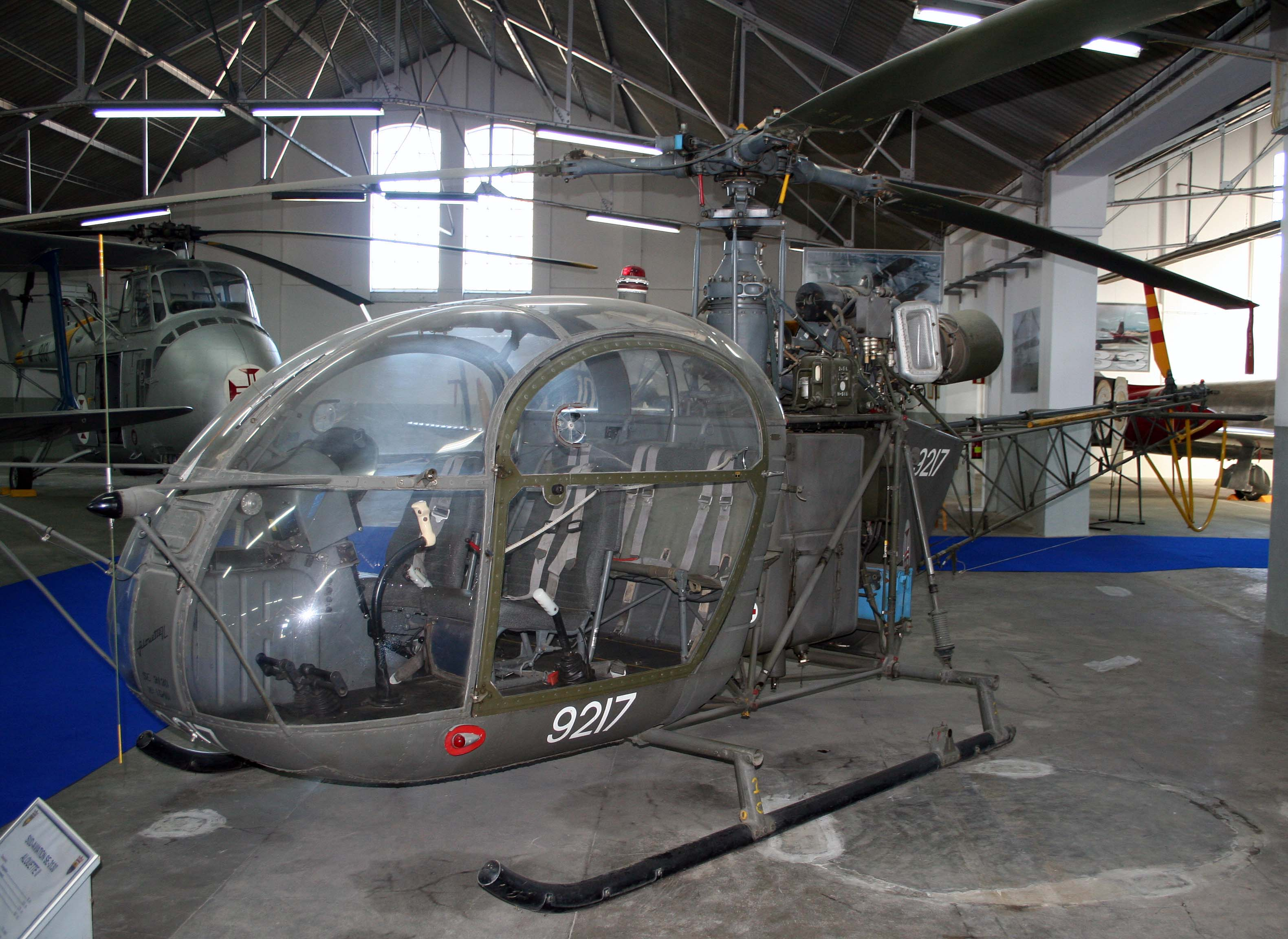
Alouette II da Força Aérea Portuguesa em exposição no Museu do Ar.

- África do Sul (7)
- Angola
- Argentina
- Áustria (16)
- Bélgica (39)
- Benim
- Bolívia
- Brasil
- Camarões (8)
- Camarões
- República Centro-Africana
- Chile
- Costa do Marfim (2)
- Djibuti
- República Dominicana (2)
- Equador
- El Salvador
- França (363)
- Alemanha (267)
- Guiné-Bissau
- Índia (250)
- Indonésia (3)
- Israel (4)
- Laos (2)
- Líbano (3)
- México (2)
- Marrocos (7)
- Países Baixos (8)
- Paquistão (12)
- Peru (6)
- Portugal (11)
- Senegal
- Coreia do Sul
- Vietname
- Suécia (25)
- Suíça  (30)
- Togo
- Tunísia (8)
- Turquia
- Reino Unido (17)
- Zaire (3)